# Pelimbangan
Pelimbangan is een bestuurslaag in het regentschap Ogan Komering Ilir van de provincie Zuid-Sumatra, Indonesië. Pelimbangan telt 2575 inwoners (volkstelling 2010).